# コガ☆アキ
コガ☆アキ（本名：古賀 亜紀子（こが あきこ）、1973年7月19日 - ）は、九州北部のFMラジオに出演するラジオDJ。福岡県柳川市出身。LOVE FMでは、「こが☆あき」と名乗っている。

## 現在の出演番組
- PAO〜N（KBCラジオ）：（2020年4月13日 - 2020年9月28日、2021年3月29日 - ）
- DJサワダデス（KBCラジオ）
- FM佐賀 CHANGE（FM佐賀） 木・金曜日担当

## 過去の出演番組
- 夕方バラエティ　本庄商店（FM佐賀）
- KING OF SUNDAY（FM福岡　日曜　6:00~8:30　産休に入る今村敦子に代わって、2007年1月より担当)
- 「@LIVE」（FM福岡　金曜　27：00～29：00）
- Ging Ging Sparkling(FM福岡　月・火　18：30～20：55)
- PARK SIDE CAFE (天神FM　金曜　15：00～20：00)
- AsianQwave (天神FM　日曜　21：00～22：00)
- TENZIN DX (天神FM　土曜　12:00～14:00)
- meet the よか音 (天神FM　土曜　14:00～14:30)
- SUNDAY RADIO SHOW～九州のTSUBO～ (CROSS FM 日曜　12:00～16:00）
- KBCラジオ 激音(KBCラジオ、2018年11月10日-2019年9月21日、土曜 22:00～22:45）
- meet the よか音 (LOVE FM　日曜　21：00～21：30)
- Focus on (LOVE FM　日曜　21：30～22：00)
- 夕方じゃんじゃん(KBCラジオ　月・水　16:00～18:40・2020年3月25日で降板)
- KBC長浜横丁　ナイトクラブとしま (KBCラジオ　火　19:00～22:00・2020年3月24日で降板)
- MUSIC TRIGGER (LOVE FM　土曜　21：00～23：00)